# ناحیه التونا، شهرستان پایپستون، مینه‌سوتا
شهرستان التونا، بخش پایپستون، مینه‌سوتا (به انگلیسی: Altona Township, Pipestone County, Minnesota) یک منطقهٔ مسکونی در ایالات متحده آمریکا است که در مینه‌سوتا واقع شده‌است.

## خصوصیات
شهرستان التونا ۱۱۱٫۵ کیلومترمربع مساحت و ۱۹۲ نفر جمعیت دارد و ۵۱۳ متر بالاتر از سطح دریا واقع شده‌است.